# Куйбишев (лек крайцер, 1940)
Вижте пояснителната страница за други значения на Куйбишев.
Куйбишев (на руски: Куйбышев) e лек крайцер на ВМФ на СССР от проект 68-К, „Чапаев“. От 1958 г. е учебен лек крайцер.

## История на строителството
Заводски номер: 1088.
- 31 август 1939 г. – заложен в КСЗ № 200 (завод „61 Комунар“, Николаев).
- 25 август 1940 г. – зачислен в списъците на ВМФ.
- 31 януари 1941 г. – спуснат на вода.
- лятото на 1941 г. – строителството е спряно. Когато през август 1941 г. фронтът се приближава към Николаев, на „Куйбишев“ са натоварени семействата на работниците, ценно оборудване и той е отбуксиран в Севастопол, а впоследствие в гр. Поти, където на 14 август 1941 г. е оставен на съхранение.
- 10 септември 1941 г. – законсервиран.

След войната е решено да се достроят пет крайцера от типа „Чапаев“. Опитът от бойните действия по море и развитието на военната техника внасят корективи в първоначалния проект. Усилено е зенитното въоръжение, 100-мм универсални оръдия и постовете за управление на зенитния огън са снабдени със стабилизатори на люлеенето. На крайцера са поставени радиолокационни станции, нови системи за управление на оръжието, размагнитващи устройства. С оглед опита от войната от крайцерите са свалени самолетите-разузнавачи-коректировчици и катапулта, торпедните апарати и бомбометите за дълбочинни бомби.
- 20 април 1950 г. – достроен след ВОВ и влиза в строй (по други данни на 29 юли 1950 г.)[2].

## История на службата
- 6 август 1950 г. – влиза в състава на ЧЧФ (Червенознаменен Черноморски флот).

В периода от 15 до 25 октомври 1953 г. посещава пристанищата Констанца в Румъния и Варна в България заедно с крайцера „Фрунзе“, и четири есминеца от проекта 30-бис.
В края на 1957 г. министърът на отбраната на СССР, маршал Георгий Константинович Жуков, решава да осъществи своята визита в Югославия пътувайки по море. За похода е определен крайцерът „Куйбишев“. Отрядът кораби, съпровождащи министъра на отбраната, оглавява първият заместник на командващия Черноморския флот вицеадмирал Е. С. Чурсин. В отряда влизат два есминеца от проекта 56: „Блестящий“ и „Бывалый“.
На 4 октомври 1957 г. министърът на отбаната, маршалът на СССР Г. К. Жуков пристига на борда на крайцера „Куйбишев“. Посрещнат е от командира на кораба, капитан 1-ви ранг В. В. Михалин и командира на 50-та дивизия, контраадмирал А. Н. Тюняев. От съобщението във вестник „Правда“: «По парадния трап Маршал Г. К. Жуков се качва на кораба. Раздава се команда на вахтения офицер „Мирно!“. На грот-стенгата се извива флагът на Министъра на отбраната на СССР. Командирът на отряда кораби, контраадмирал А. Н. Тюняев, докладва за готовността на корабите за похода към Югославия и Албания. Командирът на кораба, капитан първи ранг В. В. Михайлин, дава рапорт».
- 18 април 1958 г. – изваден от бойния състав на флота и прекласифициран на учебен кораб.
- 24 април 1965 г. – разоръжен и изключен от състава на флота.
- 20 декабря 1965 г. – разкомплектован за скрап на базата на „Главвторчермет“ в гр. Севастопол[2].

## Командири
- 1949 – капитан 2-ри ранг Домнин
- 1953 – 1955 – Сисоев, Виктор Сергеевич
- 1955 – 1960 – Михайлин, Владимир Василиевич